# 三島神社 (南伊豆町二條)
三島神社（みしまじんじゃ）は、静岡県賀茂郡南伊豆町にある神社。

## 概要
南伊豆町の中心部である加納地区の北方、町立図書館の北隣りの二條地区の飛び地に鎮座している。
創建は不詳だが、式内社である加毛神社（かもじんじゃ）の二座中の一座に比定され、『伊豆国神階帳』にも「従四位上 加茂の明神」と記されている古社である。
明治6年（1873年）に村社に列する。

## 祭神
- 溝杙姫命

## 境内
- クスノキ（夫婦楠） - 県指定天然記念物[4][5]。